# Ida Carloni Talli

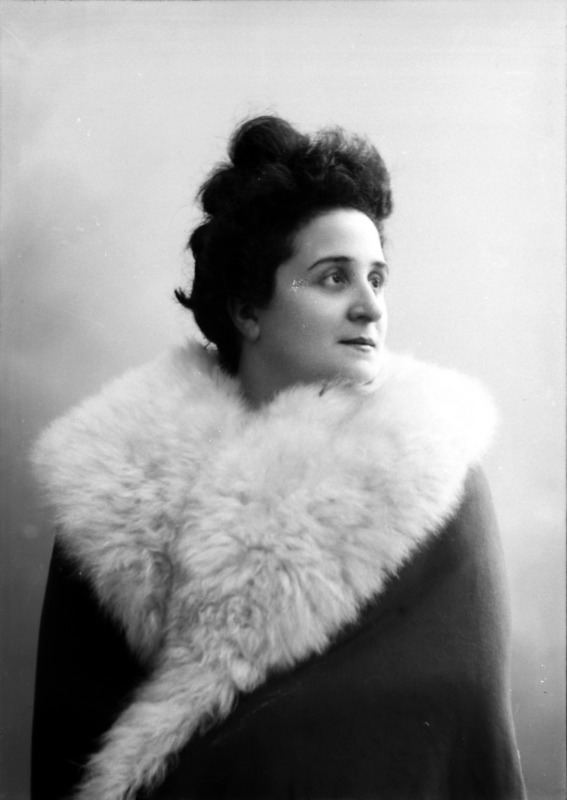
Ida Carloni Talli

Ida Carloni Talli (31 de janeiro de 1860 – 23 de abril de 1940) foi uma atriz italiana da era do cinema mudo. Ela atuou em 92 filmes, entre 1912 e 1924.

## Filmografia selecionada
- Marcantonio e Cleopatra (1913)
- La dame aux camélias (1915)
- I Topi Grigi, estrelou Emilio Ghione
- The Sea of Naples (1919)
- Anima tormentata (1919)
- La suora bianca (1923)
- I promessi sposi (1923)